# ورنویل سور آور
ورنویل سور آور (به فرانسوی: Verneuil-sur-Avre) یک کمون در فرانسه است که در Canton of Verneuil-sur-Avre واقع شده‌است.

## خصوصیات
ورنویل سور آور ۳۱٫۹۷ کیلومترمربع مساحت و ۶٬۵۳۸ نفر جمعیت دارد.